# Marko Dmitrović
Marko Dmitrović - em sérvio, Марко Дмитровић (Subotica, 24 de janeiro de 1992) é um futebolista sérvio que atua como goleiro. Atualmente joga pelo Espanyol

## Carreira
Foi convocado para defender a Seleção Sérvia de Futebol na Copa do Mundo de 2018.

## Títulos
Újpest
- Copa da Hungria: 2013–14
- Supercopa da Hungria: 2014

Sevilla
- Liga Europa da UEFA: 2022–23
- Desafio de Clubes da UEFA–CONMEBOL: 2023[4]